# Ілов
Ілов (нім. Ihlow) — сільська громада в Німеччині, розташована в землі Нижня Саксонія. Входить до складу району Аурих. 
Площа — 123 км2. Населення становить 12 456 ос. (станом на 31 грудня 2021).